# Zoramia leptacantha
Zoramia leptacantha is een straalvinnige vissensoort uit de familie van kardinaalbaarzen (Apogonidae). De wetenschappelijke naam van de soort is voor het eerst geldig gepubliceerd in 1856 door Pieter Bleeker.
De soort werd ontdekt in de zee rond het eiland Ternate in Nederlands-Indië.